# Jakaraj Tonehongsa
Jakaraj Tonehongsa (thailändisch จักรราช โทนหงษา, * 29. September 1973 in Roi Et) ist ein ehemaliger thailändischer Fußballtrainer und heutiger Trainer.

## Karriere

### Spieler

#### Verein
In seiner Karriere als Fußballspieler spielte Tonehongsa für den Thai Farmers Bank FC, Osotspa FC, Bangkok Christian College FC und den BBCU FC.

#### Nationalmannschaft
Von 1996 bis 1997 spielte Tongehongsa siebenmal in der thailändischen Nationalmannschaft.

### Trainer
Bevor Jakaraj Tonehongsa den in der Hauptstadt Bangkok beheimateten Drittligisten Bangkok FC übernahm, stand er als Trainer beim Ro Et United, Ubon UMT United, Sakaeo FC und seinem ehemaligen Verein Bangkok Christian College FC unter Vertrag. Der Bangkok FC spielte in der Upper-Region der Liga. Hier stand er von Februar 2018 bis November 2018 unter Vertrag. Im Januar 2020 übernahm er in Udon Thani das Traineramt beim Zweitligisten Udon Thani FC. Nach vier Ligaspielen wechselte er im August 2020 zum Erstligisten Muangthong United. Hier war er bis Mitte Juli 2021 als Jugendtrainer tätig. Am 20. Juli 2021 unterschrieb er einen Vertrag als Co-Trainer beim Erstligisten Port FC. Bei dem Hauptstadtverein stand er allerdings nur drei Monate unter Vertrag. Im Oktober 2021 übernahm er in Maha Sarakham den Drittligisten Mahasarakham SBT FC. Der Verein spielte in der North/East Region der Liga. Die Saison 2022/23 feierte er mit dem Verein die Meisterschaft der Region. In den Aufstiegsspielen zur zweiten Liga konnte man sich jedoch nicht durchsetzen. Eine Spielzeit später wurde er mit Mahasarakham Vizemeister der Region. In den Aufstiegsspielen belegte man den dritten Platz und stieg somit in die zweite Liga auf.

## Erfolge
Mahasarakham SBT FC
- Thai League 3 – North/East
  - Meister: 2022/23
  - Vizemeister: 2023/24  ▲